# راجر ونداور
راجر ونداور (انگلیسی: Roger of Wendover; Unknown – ۶ مهٔ ۱۲۳۶) تاریخ‌نگار، و نویسنده اهل پادشاهی انگلستان بود که کتاب Flores Historiarum اثر اوست در باب حوادث قرون وسطی میانه در انگلستان و اروپا.